# Julius Bauer
Pour les articles homonymes, voir Bauer.
Julius Bauer (né le 15 octobre 1853 à Raab, mort le 11 juin 1941 à Vienne) est un écrivain, librettiste, journaliste et éditeur autrichien.

## Biographie
Julius Bauer est diplômé du Gymnasium de sa ville natale. Bauer, qui veut se tourner vers le journalisme dans sa jeunesse, écrit alors qu'il est lycéen des feuilletons et des critiques pour le journal local Raaber Lloyd. En 1873, il s'installe à Vienne, où il commence des études de médecine.
Bauer, qui peu après se consacre entièrement au journalisme, travaille d'abord comme pigiste pour le périodique Österreichische Bürgerzeitung. Wochenschrift für alle Fragen und Interessen en 1873 et de 1875 à 1876 pour le Neuen freien Kikeriki. Humoristisches Organ für die Interessen des gesunden Menschenverstandes. Il rejoint ensuite le journal Die Tages-Presse et le magazine Der Floh de Pest.
En 1879, Bauer est nommé rédacteur en chef du journal Illustrirtes Wiener Extrablatt, où il fut d'abord journaliste de salle d'audience, plus tard dans la section du théâtre et est un critique influent. En 1928, il prend sa retraite. De plus, Julius Bauer est un dirigeant de l'association des journalistes et écrivains Concordia, dont il devient membre honoraire en 1928.
Entre autres choses, Julius Bauer écrit les livrets des opérettes de Carl Millöcker Der arme Jonathan, créée en 1889, et Das Sonntagskind, créée en 1892. Avec Hugo Wittmann, il a écrit le livret de l'opérette Fürstin Ninetta de Johann Strauss II. Il écrit les farces Die Wienerstadt in Wort und Bild et Zur Hebung des Fremdenverkehrs ainsi que des burlesques et des revues. Il entretient des contacts amicaux avec le cercle de la mécène Jenny Mautner (1856-1938) et son mari, le magnat industriel Isidor Mautner (1852-1930).
Il est marié à Jenny Bauer (née vers 1860, morte le 31 août 1931 à Bad Ischl) et a une fille, Berta (1880–1952), qui épousera en 1905 Marino Rinaldini (né en 1878, mort le 16 février 1911). De ce mariage, Julius Bauer eut une petite-fille, Elisabeth, dite Lili Rinaldini (1906-1980), qui sera danseuse.

## Source de la traduction
- (de) Cet article est partiellement ou en totalité issu de l’article de Wikipédia en allemand intitulé « Julius Bauer (Journalist) » (voir la liste des auteurs).

1. ↑  Jacques Le Rider, Karl Kraus : Phare et brûlot de la modernité viennoise, Editions du Seuil, 2018, 560 p. (ISBN 9782021411300, lire en ligne)